# بيل 2
سلاح RBS 56B BILL 2 المضاد للدبابات  هو عبارة عن صاروخ مضاد للدبابات مدمج محمول أو مركب على مركبة باستخدام طريقة الهجوم فوق الذروة للهجوم على الأجزاء الأضعف من عربة مدرعة.

### التصميم
تم تصميم RBS 56B BILL 2 على سلاح BILL 1 المضاد للدبابات الأصلي الذي تم استخدامه في الخدمة للجيش السويدي منذ عام 1988. يتم إنتاج BILL 2 حاليًا من قبل Saab Bofors Dynamics ، والتي تقع في كارلسكوغا ، في السويد. يأتي BILL 2 مع صاروخ 10.5 كجم، وأنبوب إطلاق، وحامل ثلاثي القوائم مع مشهد يوم التكبير x7 ، ومنظر واحد للتصوير الحراري.

### العمليات
يستخدم RBS 56B BILL 2 OTA أو Overfly Top Attack لمهاجمة هدفه. ويطير الصاروخ باتجاه الهدف على مسار أفقي قياسي، ولكن بدلاً من ضرب الرأس المستهدف بشكل مباشر، يقوم بتفجيره، ويفجر رأسه الحربي فوق مركبة مدرعة، حيث يكون الدرع عادةً أخف وزنًا. كما أنه يستخدم دقة توجيه إضافية من خلال معدل الدوران المثبت، والذي يراقب حركة تتبع المشغل. وهي مصممة في المقام الأول لمهاجمة المركبات المدرعة أو غير المزروعة، ولكن يمكن استخدامها أيضًا في الهجوم على المروحيات أو الأهداف الأرضية الغير مدرعة، مثل المباني الخفيفة.

### طرق الاطلاق
يحتوي نظام BILL 2 على ثلاثة أوضاع لإطلاق النار يمكن لمشغل الإطلاق تحديدها، قبل إطلاق الصاروخ.
- أساسي - في هذا الوضع، سيستخدم الصاروخ كلا من مستشعراته لضرب العربة المدرعة من الأعلى.
- غير مدرعة - في هذا الوضع، لا يستخدم الصاروخ أي مستشعرات ويطير على LOS أو خط البصر، بينما يستخدم مصهر الصدم.
- الهدف الناعم - في هذا الوضع، يتم استخدام المستشعر البصري، ولكن المستشعر المغناطيسي ليس كذلك. ثم يستخدم الصاروخ OTA لمهاجمة هدفه.

## العاملين
النمسا: معروف باسم Panzerabwehrlenkwaffe PAL 2000 BiLL 
 المملكة العربية السعودية 